# Landegrave

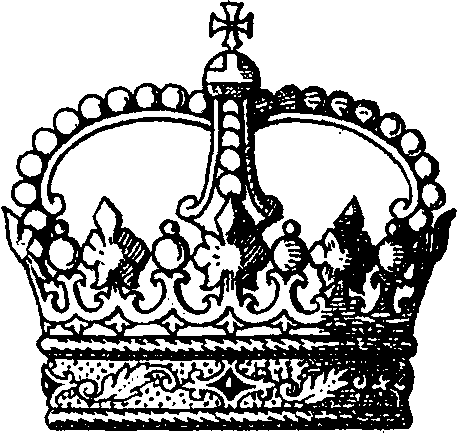
Coroa de landgrave

Landegrave ou  landgrave (do alemão Landgraf, formado de Graf, 'conde', e Land, 'terra, país, província': 'conde de uma região') foi um título nobiliárquico usado por vários condes (Graf) do Sacro Império Romano Germânico desde o século XII. Os landgraves da Alta e da Baixa Alsácia, assim como os da Brisgóvia, adquiriram o título porque os seus condados correspondiam aos antigos condados da época carolíngia. Havia ainda landgraves da Turíngia e de Hesse.
Dava-se ainda o título de landgrave a magistrados que faziam justiça em nome do Imperador.

## Etimologia
A palavra inglesa landgrave é o equivalente do alemão Landgraf, um composto das palavras Land e Graf (em alemão: Count).

## Descrição
O título se referia originalmente a um conde que tinha imediatismo imperial, ou dever feudal devido diretamente ao Sacro Imperador Romano-Germânico. Sua jurisdição se estendia por um território às vezes bastante considerável, que não era subserviente a um poder intermediário, como um duque, um bispo ou um conde palatino. O título sobreviveu dos tempos do Sacro Império Romano-Germânico (registrado pela primeira vez na Baixa Lotaríngia a partir de 1086: Henrique III, Conde de Louvain, como landgrave de Brabante). Por definição, um landgrave exercia direitos soberanos. Seu poder de decisão era comparável ao de um duque.
Landgrave ocasionalmente continuou em uso como o título subsidiário de nobres como o Grão-Duque de Saxe-Weimar, que era também Landgrave da Turíngia, na primeira década do século XX, mas o título caiu em desuso após a Segunda Guerra Mundial.
A jurisdição de um landgrave era um landgraviato ou landgraviado (em alemão: Landgrafschaft), e a esposa ou viúva de um landgrave era chamada landgravina (do alemão Landgräfin, sendo Gräfin a forma feminina de Graf)

## Termos relacionados
- Landegraviato - território governado por um Landegrave
- Landegravina - a consorte de um Landegrave